# Men in White
Men in White è un'opera teatrale di Sidney Kingsley, rappresentata per la prima volta a New York nel 1933. Rimase in scena per 351 repliche e vinse il Premio Pulitzer per la drammaturgia.
Facevano parte del cast originale Luther Adler, Alan Baxter, William Challee e un giovane Elia Kazan.